# Устюмово
Устюмово (баш. Үҫтем) — деревня в Бакалинском районе
Республики Башкортостан Российский Федерации. Входит в состав Камышлытамакского сельсовета.
Статус деревня с 2007 года.

## География

### Географическое положение
Расстояние до:
- районного центра (Бакалы): 30 км,
- центра сельсовета (Камышлытамак): 9 км,
- ближайшей ж/д станции (Туймазы): 50 км.

## История
Основано башкирами Киргизской волости Белебеевского уезда Оренбургской губернии на собственных вотчинных землях.
В «Списке населенных мест по сведениям 1870 года», изданном в 1877 году, населённый пункт упомянут как деревня Устюмова 4-го стана Белебеевского уезда Уфимской губернии. Располагалась при речке Чукайке, на просёлочной дороге из Белебея в Мензелинск, в 105 верстах от уездного города Белебея и в 35 верстах от становой квартиры в деревне Курачева. В деревне, в 48 дворах жили 265 человек (132 мужчины и 133 женщины, татары, башкиры), были мечеть, 2 водяные мельницы. Жители занимались пчеловодством.
До 2007 года статус село сменен на деревня, согласно Закону Республики Башкортостан от 30.05.2007 г № 424-З «Об изменениях в административно-территориальном устройстве Республики Башкортостан и преобразовании отдельных муниципальных образований».

## Население
| 2002 | 2009 | 2010 |
| ---- | ---- | ---- |
| 190  | ↗192 | ↘179 |

Согласно переписи 2002 года, преобладающие национальности — татары (59 %), башкиры (40 %).

## Инфраструктура
Личное подсобное хозяйство с зоной сельскохозяйственного использования, индивидуальная застройка усадебного типа.
Школа.

## Транспорт
Устюмово доступна автотранспортом. Остановка общественного транспорта «Устюмово» на автодороге регионального значения «Белебей — Николаевка — Туймазы — Бакалы» (идентификационный номер 80 ОП РЗ 80К-002).

## Религия
В деревне есть мечеть.